# AK-725
AK-725 – radziecka podwójnie sprzężona uniwersalna armata morska kalibru 57 mm, stosowana na licznych okrętach od lat 60. XX wieku, przede wszystkim marynarki ZSRR.

## Historia
Armata AK-725 była pierwszym całkowicie zautomatyzowanym morskim systemem artyleryjskim nowego pokolenia w ZSRR, służącym do obrony przeciwlotniczej i przeciwokrętowej. Warunki taktyczno-techniczne na jej zaprojektowanie zatwierdzono przez dowództwo marynarki ZSRR 30 listopada 1956 roku. Prace projektowe rozpoczęto w biurze konstrukcyjnym CKB-7 pod kierunkiem głównego konstruktora I. Ariefjewa. Główną częścią systemu stała się dwulufowa wieża artyleryjska o oznaczeniu fabrycznym ZIF-72, obejmująca armaty automatyczne ZIF-74, ponadto obejmował on system kierowania ogniem. Projekt techniczny opracowano 14 kwietnia 1958 roku i pod koniec 1959 roku skonstruowano prototyp wieży. System został przyjęty na uzbrojenie postanowieniem Rady Ministrów ZSRR z 23 maja 1964 roku oraz rozkazem ministra obrony z 24 lipca 1964 roku.
Z wieżą ZIF-72 współpracuje system kierowania ogniem, otrzymujący dane z radaru kierowania ogniem MR-103 Bars. Awaryjnie wieża jest kierowana z zewnętrznego punktu kierowania ogniem z celownikiem pierścieniowym.

## Zastosowanie
System AK-725 używany był na okrętach radzieckich typów m.in.:
- krążowniki śmigłowcowe projektu 1123 (w kodzie NATO: Moskva)
- krążowniki rakietowe projektu 1134 (Kresta I)
- krążowniki rakietowe projektu 1134A (Kresta II)
- okręty desantowe projektu 775 (Ropucha)
- okręty desantowe projektu 1171 (Tapir)
- korwety rakietowe projektu 1234 typu Owod (Nanuchka)
- korwety projektu 1124 (Grisha – niektóre typy)
- korwety projektu 204(inne języki) (Poti)

i niektórych innych okrętach, w tym pomocnicze.
System używany był przede wszystkim w marynarce wojennej ZSRR (później Rosji i Ukrainy), a ponadto na eksportowanych okrętach. W Polsce nie był używany.

## Opis
Część artyleryjska składa się z dwóch armat automatycznych kalibru 57 mm na wspólnej lawecie. Dosyłanie amunicji jest taśmowe. Automatyka działa na zasadzie krótkiego odrzutu lufy. Lufy mają system ciągłego chłodzenia wodą zaburtową. Można oddać z armaty serię 100 strzałów. Zamek jest klinowy, pionowy. Załadowanie pierwszego naboju i przeładowanie następuje hydraulicznie. Obsadę wieży stanowi dwóch ludzi, którzy podczas strzelania znajdują się poza wieżą.
Wieża wykonana jest ze stopu aluminium o grubości 6 mm i chroni mechanizmy jedynie przed warunkami atmosferycznymi i wodą. Kompletna wieża bez amunicji waży 14,5 tony. Zapas amunicji składowany jest w obrotowej części wieży pod pokładem, taśma ma 550 nabojów.
Używane są naboje zespolone z pociskiem odłamkowo-smugowym. Masa naboju wynosi 6,35 kg, pocisku 2,8 kg, a ładunku wybuchowego 153 g. Długość naboju wynosi 536 mm. Pociski mają zapalnik uderzeniowy MGZ-57 ze zwłoką i samolikwidatorem (po 15–20 sekundach lotu).
Donośność według tabel strzelniczych wynosi 8420 m, a maksymalna ponad 11 000 m, natomiast donośność w pionie do 7400 m.